# テレビ昆虫記
『テレビ昆虫記』（テレビこんちゅうき）は、1959年7月から12月までNHK教育テレビで放送された教養番組である。

## 概要
青少年向け自然科学系教養番組である。昆虫の珍しい生態をたくさんの実写フィルムを使って面白く解説した。

## 放送時間
- 土曜日 19:00 - 19:30

## 出演者
- 古川晴男